# Tanya’s Insel
Tanya’s Insel ist eine kuriose Mischung aus Erotik-, Liebes- und Fantasyfilm mit der Prince-Entdeckung Vanity als Tanya.

## Handlung
Tanya ist eine hübsche, farbige Frau, die als Werbe-Model arbeitet. In ihrem Liebesleben hängt jedoch der Haussegen ziemlich schief. Ihr weißer Freund Lobo, an dem sie sehr hängt, will nichts mehr von ihr wissen, wirft ihr vor, dass sie ihn doch nur besitzen und kontrollieren wolle. Wieder daheim in ihrem Haus hört Tanya ein hechelndes Atemgeräusch aus dem Obergeschoss. Etwas verängstigt und doch neugierig geht sie nach oben, um nachzusehen. Nebelschwaden fließen unter der obersten Tür in den Gang hinein. Tanya betritt den Raum hinter dieser Tür. Sie landet in einem traumhaften Inselparadies mit weißem Strand und Palmen. Ihr Wunsch ist Wirklichkeit geworden, denn auf Tanyas Insel sind, so glaubt sie anfänglich, nur sie und Lobo. Lediglich ein weißes Pferd gehört zu beider Inventar. In diesem Karibikparadies will sie die Liebe zu Lobo neu entdecken, ihn versuchen, erneut zu verführen und sich ihm hingeben. Hier werden ihre Wünsche wahr: sie hat mit ihm wilden, leidenschaftlichen Sex auf einem Felsen in der Meeresbrandung. Lobo arbeitet als Künstler, immer wieder malt er Menschenaffen im Urwald als Inbegriff, ungezügelt-naturbelassener, viriler Männlichkeit. Für beide junge Leute ist dieser Moment eine kurze Phase absoluten Glücks.
Eines Tages entscheidet sich Lobo zum Aufbruch auf die andere Seite der Insel, da er hier keine neuen Motive mehr für seine Malereien fände, wie er sagt. Sie bauen sich ein neues, einfaches Lager auf. Als im Urwaldgestrüpp einmal massenweise Südfrüchte auf Tanya niederprasseln, hat sie panische Angst und vermutet, dass beide gar nicht so allein auf dieser Insel sind. Lobo nimmt Tanya in ihren Ängsten nicht sonderlich ernst, er macht sich eines Tages sogar den Spaß daraus, sie ordentlich zu erschrecken. Tanya hat daraufhin erst einmal genug von Lobo und unternimmt mit dem Schimmel eine Entdeckungstour entlang der felsigen Küste. In einem Felsspalten- und Höhlenlabyrinth entdeckt sie dabei einen riesigen Affen, der wie aus Lobos Gemälden entsprungen wirkt. Tanya erschrickt sich zu Tode und schreit, freundet sich aber bald mit dem zurückhaltenden Riesen, den sie wegen seiner blauen Augen „Blue“ nennt, an. Seine Männlichkeit und Sanftheit zugleich elektrisiert sie geradezu und zieht Tanya magisch an. Wieder zurück bei Lobo, erzählt sie diesem nichts von dieser merkwürdigen Begegnung. Stattdessen zieht es sie zurück zu Blue, der noch immer an seinem Platz haust. Tanya versucht, eine Freundschaft zu ihm aufzubauen.
Eines Tages folgt ihr Blue heimlich und hält sich ganz nah an Tanyas und Lobos Lager auf. Der wird von unheimlichen nächtlichen Geräuschen geweckt. Am nächsten Morgen sieht er nur noch den Kopf von Hausschweinchen Sam, der Rest wurde offensichtlich von Blue verspeist. Nun glaubt Lobo nicht mehr Tanyas zuvor abgegebener Versicherung, dass man ganz allein auf der Insel sei. Mit einer Armbrust bewaffnet, folgt Lobo Blues Spur und gelangt, wie zuvor Tanya, zu der Felshöhle am Meer. Er sieht seine Freundin, wie diese nackt in einem unterirdischen Felstümpel planscht und mit Blue spricht. Lobo greift nicht ein, sondern klettert zurück nach oben ans Sonnenlicht und kehrt heim. Als Stunden später Tanya wieder in das Lager kommt, reagiert Lobo wütend, aggressiv und handgreiflich. Er beginnt auf Tanyas Geheimnis, auf Tanyas neuen Freund massiv eifersüchtig zu werden. Die kraftvolle Kreatur wirkt auf ihn wie ein menschlich-männlicher Rivale. Schließlich will er Tanya zum Sex zwingen, da greift Blue, der bei Einbruch der Dunkelheit erneut bis ins Lager nachgekommen ist, ein. Lobo lässt von Tanya ab und versucht stattdessen, Blue mit seiner Armbrust zu erlegen. Tanya beginnt sich zu von diesem Mann zu emanzipieren und folgt dem verwundeten Affen trotz eindringlichem Wunsch Lobos, zu bleiben.
Sie schwingt sich auf das Pferd und reitet in die Nacht davon, begleitet von Lobos wütendem Gebrüll „Ich will dich gar nicht mehr zurück!“ Am nächsten Morgen badet Tanya im Meer, bewacht von Blue. Aus der Ferne beobachtet Lobo eifersüchtig das Treiben. In seiner kindischen Eifersucht beschießt Lobo Blue mit einer Zwille und lockt ihn damit in den Dschungel, wo er für den Riesenaffen bereits eine Käfigfalle aufgebaut hat. Wie von Sinnen scheppert Lobo an die Gitterstäbe aus Bambus, zornig-triumphierend seinen zweifelhaften Sieg auskostend. Mit einem schweren Bambusstab trifft er Blues Kopf und verletzt diesen. Tanya hat Blues Verschwinden nicht bemerkt, als sie den Meeresfluten entsteigt. Lobo glaubt, Tanya wieder für sich allein zu haben, doch Blue macht in seinem Gefängnis laut Randale, sodass Tanya ihn hört und in den Urwald rennt. Sie ist außer sich vor Zorn, als sie sieht, was Lobo mit Blue angestellt hat. Enttäuscht von ihrer Reaktion baut Lobo beider gemeinsame Hütte ab. Schließlich trennen sich beide, und Tanya befreit Blue aus seinem Käfig. Doch bald wird Tanya anstatt Blue von Lobo in den Käfig gesperrt. Lobo hofft auf die Rückkehr Blues, um im Mann-gegen-Mann-Duell diesen endgültig zu besiegen. Mit ohrenbetäubendem Lärm versucht der durchgedrehte Lobo den Affen extrem wütend und damit unvorsichtig zu machen. Doch der Riesenaffe dreht den Spieß um, überrascht Lobo von hinten, wirft ihn in sein eigenes Bambusrohrgefängnis und befreit Tanya. Diese übermalt in der Unterkunft als erstes Lobos Affen-Malereien und wendet sich Blue mit den Worten zu: „So siehst du nicht aus, Blue!“.
Währenddessen wird Lobo immer paranoider: Er hat sich befreit, eine Tarnbemalung ins Gesicht aufgetragen und schleicht um Tanyas Lager herum. Anschließend kidnappt er sie und reitet mit dem Mädchen auf dem Schimmel davon. Sein Ziel ist erneut der Bambuskäfig, wo er sich mit Tanya verbarrikadiert und wohin ihn Blue natürlich sofort folgt. Der rüttelt wütend am Bambus und muss zusehen, wie Lobo, einem Affen gleich, Bananen in sich hineinstopft und Tanya anschließend brutal vergewaltigt, da sie, so glaubt er, diese wilde, animalische Form von Sex mit einem Hominiden insgeheim wünsche. Erst als er in ihr gekommen ist, lässt er von Tanya ab. Dann schlägt der Affe zurück und bewirft von außen Lobo mit unreifen Kokosnüssen. Blue entert die Bambusfestung, sperrt nunmehr Lobo ein und ergreift Tanya. Die hat jetzt von beiden Typen die Nase voll, doch das „Biest“ hat bei der „Schönen“ vom süßen Nektar der Liebe gekostet und will nun nicht mehr von ihr lassen. Tanya versucht zu fliehen, doch Blue fängt sie immer wieder ein und verlangt nach Liebe. Da wacht Tanyas schweißgebadet und schwer atmend aus ihrem feuchten (Alb-)Traum auf. Sie befindet sich noch immer in ihrem Haus. Zwei Kratzer über ihrer linken Brust zeigen aber, dass der Traum Wirklichkeit gewesen sein muss. Auf einem Monitor sieht sie sich als Model in einem Werbeclip, in dem auch ein King-Kong-ähnlicher Affe auftaucht.

## Produktionsnotiz
Tanya’s Insel wurde fast ausschließlich – nur die Anfangssequenz entstand in Toronto, Kanada – in einer Küstenregion von Puerto Rico gedreht und erlebte im Dezember 1980 sowohl in Kanada als auch in den USA seine Weltpremiere. Am 23. März 1990 erschien der Film in Deutschland als Video, zwei Monate später, am 15. September 1990, hatte er seine deutsche Fernsehpremiere auf Tele 5.
Diese mit sehr wenig Aufwand inszenierte Produktion, eine Kreuzung aus Softsex-Erotik, Eifersuchtsdrama und Die-Schöne-und-das-Biest-Mythos, kostete rund 1.400.000 kanadische Dollar. Sängerin Vanity, die unmittelbar zuvor in dem kanadischen Horrorfilm Monster im Nachtexpreß an der Seite von Scream-Queen Jamie Lee Curtis eine Nebenrolle gespielt hatte, nannte sich damals noch D. D. Winters. Der Darsteller des Blue agiert ausschließlich im Affenkostüm.

## Kritik
„Ein attraktives Fotomodell gerät beim Betrachten eines der Bilder ihres Geliebten, eines Malers, ins Träumen: Es findet sich mit ihm auf einer paradiesischen Südseeinsel und schwelgt in der Idylle, bis es eines Tages auf einen Menschenaffen stößt, der es mit seiner Zuneigung verfolgt. Mäßige Variante des alten ‚Die Schöne und das Biest‘-Themas, die den Mythos mit populär-voyeuristischer Haltung präsentiert.“